# Dakshiana katharina
Dakshiana katharina är en insektsart som beskrevs av Metcalf och Bruner 1948. Dakshiana katharina ingår i släktet Dakshiana och familjen Flatidae. Inga underarter finns listade i Catalogue of Life.